# Chytonidia chloristis
Chytonidia chloristis là một loài bướm đêm trong họ Noctuidae.